# 2009年東アジア競技大会
| 参加国・地域数 | 9                                             |
| 参加人数       | 約5,000人                                     |
| 競技種目数     | 22競技262種目                                 |
| 開会宣言       | 劉延東                                        |
| 選手宣誓       | 李静（卓球）                                  |
| 審判宣誓       | 欧陽国棋                                      |
| 聖火点火       | 李麗珊、黃金寶、張敬煒、韋漢娜、陳晞文        |
| 主競技場       | 将軍澳運動場 （ツェンクワンオー・スタジアム） |

2009年東アジア競技大会（2009ねんひがしアジアきょうぎたいかい、2009 the fifth East Asian Games）は、2009年12月5日から12月13日まで、香港で開催されたスポーツ競技大会。

## 開催招致まで
香港での開催は、台北、モンゴルと争われ最終的に2003年に行われた東アジア競技会総会で決定した。その後、2004年に大会準備委員会が設立された。

## 大会シンボル

### エンブレム
大会エンブレムは2005年7月に発表され、花火をオリンピックの輪の5色で簡略的にデザインしたものとなった。

### マスコット
ドニー（Dony、東仔）とアミ（Ami、亞妹）の2体。兄と妹の関係で、火とライオンをモチーフにしたもの。

### スローガン
「Be the Legend（創造傳奇一刻）」：新たな伝説を目指して

### 主題歌
タイトルは「You are the Legend」。中孝介（日本）・陳奕迅（香港）・蔡妍（韓国）・ 任賢齊（台湾）・朱哲琴（中国）の5人が歌っている。作詞は金培達、作曲は陳少琪。

## 参加国・地域
9つの国と地域が参加した。
- 中国
- 北朝鮮
- グアム
- 香港
- 日本
- 韓国
- マカオ
- モンゴル
- チャイニーズタイペイ

## 実施競技
| - 水泳 - 競泳 - 飛込 - 陸上競技（詳細） - バドミントン - バスケットボール - ボウリング＊ - ビリヤード＊ - 自転車競技 - ロードレース - BMX - トラックレース - 競技ダンス ＊ - サッカー - フィールドホッケー - 柔道 |  | - ボート競技 - 7人制ラグビー＊ - 射撃 - スカッシュ＊ - 卓球 - テコンドー - テニス - バレーボール - 重量挙げ - ウィンドサーフィン - 武術太極拳＊ - 套路 - 散打 |

「＊」はオリンピック競技以外を示す。

## ハイライト

### 国別メダル獲得数
| 順   | 国・地域             | 金  | 銀  | 銅  | 計  |
| ---- | -------------------- | --- | --- | --- | --- |
| 1    | 中国                 | 113 | 73  | 46  | 232 |
| 2    | 日本                 | 62  | 58  | 70  | 190 |
| 3    | 韓国                 | 39  | 45  | 59  | 143 |
| 4    | 香港                 | 26  | 31  | 53  | 110 |
| 5    | チャイニーズタイペイ | 8   | 34  | 47  | 89  |
| 6    | マカオ               | 8   | 9   | 12  | 29  |
| 7    | 北朝鮮               | 6   | 8   | 11  | 25  |
| 8    | モンゴル             | 0   | 4   | 16  | 20  |
| 9    | グアム               | 0   | 0   | 1   | 1   |
| 合計 | 合計                 | 262 | 262 | 315 | 839 |